# 不在场证明
不在场证明（源自拉丁語詞彙 alibī，意思是“其他地方”）是一個人的陳述，該人可能是犯罪者，說明他們在特定犯罪發生時所處的位置，而不是在案發現場。 在警方調查期間，通常會要求所有可能的嫌疑人提供他們在相關時間段內的下落的詳細信息，在可能的情況下，通常會透過其他人或其他方式（例如通過檢查通聯記錄或信用卡收據，或檢查閉路電視錄影等）。
在刑事審判期間，不在場證明是被告提出的辯護理由，以證明他們不可能犯下罪行，因為他們在被指控的罪行發生時在其他地方，然而不排除他们另雇凶手行凶。